# Kırantepe, Refahiye
Kırantepe là một xã thuộc huyện Refahiye, tỉnh Erzincan, Thổ Nhĩ Kỳ. Dân số thời điểm năm 2010 là 23 người.